# The Narrows (sund i Saint Kitts och Nevis)
The Narrows är ett sund i Karibiska havet mellan öarna Saint Kitts och Nevis, de båda huvudöarna i Saint Kitts och Nevis. Sundet är cirka 3,5 km brett på sitt smalaste ställe